# Take Me Home (álbum de One Direction)
Take Me Home —en español: Llévame a casa— es el segundo álbum de estudio de la boy band británica-irlandesa One Direction, lanzado entre el 9 y el 13 de noviembre de 2012 alrededor del mundo por Sony Music. Entre sus principales compositores y productores están Carl Falk, Rami Yacoub, Savan Kotecha, Ed Sheeran, Tom Fletcher, Dr. Luke y Shellback. Musicalmente, abarca géneros tales como el pop, el dance pop, el pop rock y el teen pop, además de contener elementos folk pop y bubblegum pop. Varias de sus canciones expresan que hay que vivir el momento y amar a otras personas. Según los integrantes del quinteto, Take Me Home es su «trabajo más personal» y es «mucho mejor» que Up All Night.
De acuerdo con Metacritic, obtuvo reseñas tanto positivas como negativas por parte de los críticos musicales, y acumuló un total de 69 puntos sobre 100 sobre la base de los comentarios que recibió. Algunos destacaron a «Kiss You» como uno de sus mejores temas, mientras que otros dijeron que «C'mon C'mon» es uno de los peores. Asimismo, hubo opiniones disparejas sobre si el disco era o no más maduro que su anterior trabajo discográfico Up All Night. Por otra parte, Take Me Home contó con una buena recepción comercial alrededor del mundo, ya que alcanzó el número uno en más de veinte países, entre los que se encuentran Australia, Canadá, los Estados Unidos, Irlanda, México, Nueva Zelanda, el Reino Unido y Taiwán. Además, vendió un millón de copias en su primera semana mundialmente y recibió varios discos de platino en distintos países. El millón de copias distribuidas en los Estados Unidos convirtieron al grupo en el primer acto desde el 2005 en tener dos álbumes que hayan vendido esa cantidad el mismo año. También son la segunda agrupación que logra que sus dos primeros discos debuten en el número uno, detrás de Danity Kane. De acuerdo con IFPI, para finales de 2012 había vendido 4,4 millones de copias mundialmente, lo que lo convierte en el cuarto más exitoso de ese año.
Como parte de su promoción, One Direction lanzó tres sencillos: «Live While We're Young», que alcanzó el número uno en Irlanda, «Little Things», que llegó al primer lugar del UK Singles Chart, y «Kiss You», que entró a las listas de Canadá y los Estados Unidos. Igualmente, dieron distintas presentaciones en vivo, entre estas, dos conciertos en el Mohegan Sun Arena de Uncasville, Connecticut, y uno en el Madison Square Garden de Nueva York, donde interpretaron cuatro temas del disco. Las entradas para dichos espectáculos se agotaron rápidamente. Asimismo, cantaron varias veces los sencillos en las distintas versiones de The X Factor.
Igualmente, el quinteto inició su Take Me Home Tour para continuar promocionándolo alrededor del mundo con conciertos en Europa, América del Norte, Oceanía y Asia. Además, parte de su viaje fue grabado para su película documental This is Us, dirigida por Morgan Spurlock y estrenada el 30 de agosto de 2013. Por otro lado, Take Me Home obtuvo la nominación al mejor álbum del mundo en los World Music Awards y álbum en inglés en los premios Oye!.

## Antecedentes y lanzamiento

### Desarrollo

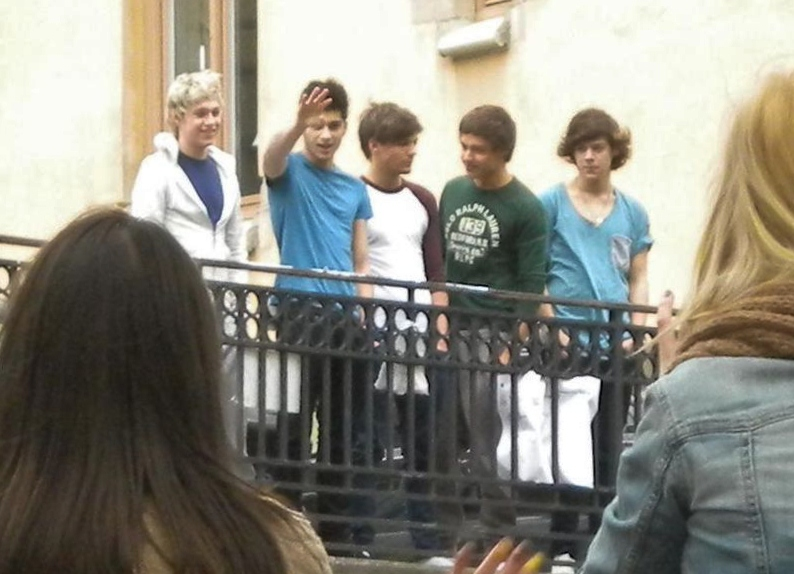
La banda en el área de Mosebacke, Estocolmo, Suecia, en mayo de 2012.

A principios de 2012, la banda afirmó que su segundo álbum de estudio ya estaba en desarrollo. El integrante Niall Horan dijo que: «Queremos traer un nuevo álbum cada año o año y medio». Tras finalizar la promoción de su disco debut con el Up All Night Tour, comenzaron a grabar canciones en los Kinglet Studios de Estocolmo, Suecia. También tuvieron sesiones de producción en los Chalice Studios de Los Ángeles, los MixStar Studios de Virginia Beach y la Wendy House de Londres. En los meses siguientes, algunos artistas como los integrantes del cuarteto McFly y el solista británico Ed Sheeran aseguraron que habían trabajado en el nuevo material.

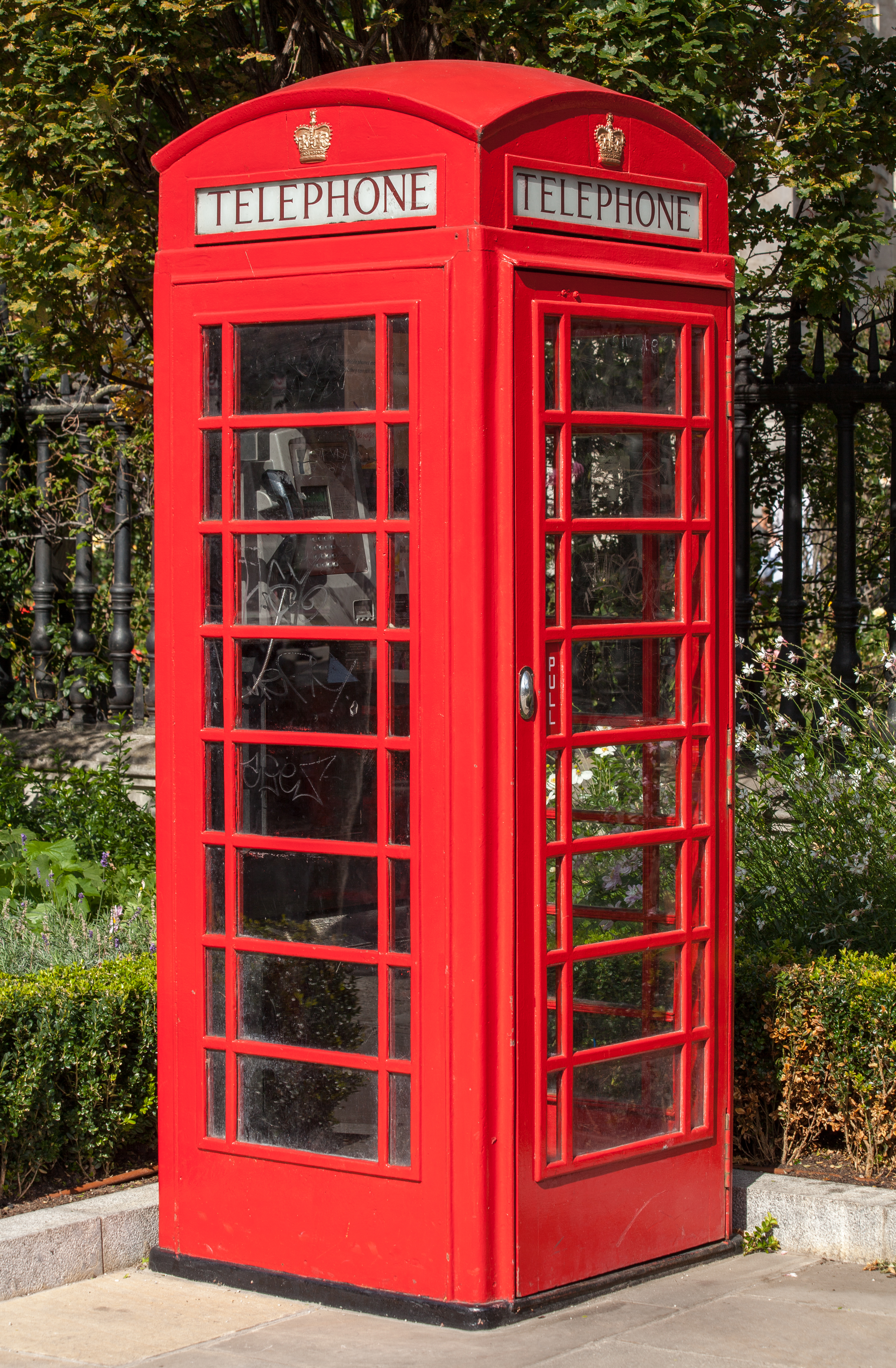
Una cabina telefónica roja originaria del Reino Unido, similar a la usada en la portada del disco.

Luego, el 3 de abril, Simon Cowell explicó al periódico The Independent que se encontraba buscando a los «mejores compositores y productores» para el nuevo álbum del quinteto, entre estos Max Martin y RedOne, quienes han trabajado con artistas como Britney Spears y Lady Gaga. Semanas después, Harry Styles declaró al diario The Sun que: «Siempre estamos escribiendo en la carretera, los hoteles y los aeropuertos. No queremos que nuestra música suene como un hombre de 40 años en su oficina que la escribió y nos la dio para que la grabáramos». En otra entrevista con The Sun, Horan expresó que el sonido del disco es «más potente» que el de su anterior, también agregó:

«[Nuestro nuevo disco] está a años luz de nuestro álbum anterior. Tiene un sonido más parecido al de nuestros directos. La batería es más potente. Cuando haces un segundo disco, creo que hace falta superar lo hecho y personalmente creo que lo hemos conseguido. Es mucho mejor».

### Liberación
El 23 de agosto de 2012, la banda publicó un vídeo en su canal oficial de YouTube diciendo que su lanzamiento estaba previsto para noviembre de ese año. Cinco días más tarde, Louis Tomlinson anunció vía Twitter que se titularía Take Me Home. Al día siguiente, en una entrevista con la estación de radio KIIS-FM, Horan explicó que el disco se llamaba así porque «no hay lugar como el hogar». Ese mismo día, también revelaron la portada, la cual fue tomada por John Urbano. En esta se observa al integrante Niall Horan encerrado dentro de una cabina telefónica roja ubicada en un parque y al resto de los miembros del grupo jugando afuera de ella.
Tanto la edición estándar como la edición anuario fueron lanzadas entre el 9 y el 13 de noviembre de 2012 a través de la tienda digital iTunes. Sony lanzó ambas ediciones en Alemania, Australia, Austria, Bélgica, España, Finlandia, Francia, Irlanda, Luxemburgo, México, Noruega, Nueva Zelanda, los Países Bajos, Suecia, y Suiza el 9 de noviembre. Tres días más tarde, estuvo disponible para los Estados Unidos y Canadá.

## Contenido musical
Entre los compositores y productores de Take Me Home están Carl Falk, Rami Yacoub, Savan Kotecha, Ed Sheeran, Tom Fletcher, Dr. Luke y Shellback. Musicalmente, abarca géneros tales como el pop, el dance pop, el pop rock y el teen pop. De acuerdo con One Direction, Take Me Home es «su trabajo más personal». Este comienza con «Live While We're Young», una canción pop rock con influencias del dance pop y el teen pop compuesta por los suecos Carl Falk, Rami Yacoub y el británico Savan Kotecha, y producida por los dos primeros; su letra habla acerca de vivir el momento. En una entrevista con la revista Sugarscape, Kotecha declaró que la idea principal era «continuar con la diversión» de Up All Night con el ambiente de «What Makes You Beautiful», pero con una letra un poco más «traviesa». El riff inicial de «Live While We're Young» en realidad pertenece al tema «Should I Stay or Should I Go» de The Clash. La siguiente, «Kiss You», es una canción pop que trata totalmente sobre el amor, y expresa que hay que vivir el momento y ceder en un romance. Fue compuesta por Falk, Yacoub, Kotecha, Kristian Lundin, Kristoffer Fogelmark, Albin Nedler y Shellback, y producida por los dos primeros. De acuerdo con Zayn Malik, esta es su pista favorita del álbum. Por su parte, «Little Things» es un tema que trata sobre estar enamorado de alguien y muestra un lado más maduro y conmovedor del grupo. En él, cada miembro le dice a su respectiva pareja por qué la ama y también les declaran su amor eterno. Compuesta por el cantautor Ed Sheeran junto a Fiona Bevan y producida por Jake Gosling, es una balada folk pop acompañada simplemente por una guitarra acústica.

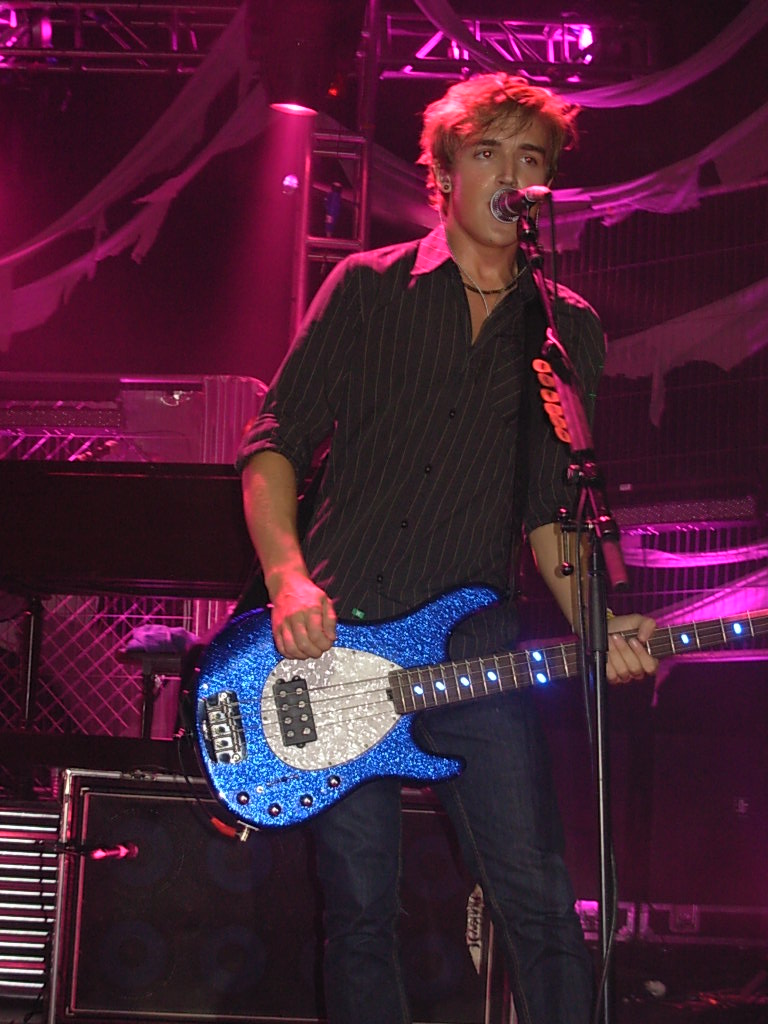
Tom Fletcher, integrante de McFly, colaboró por segunda vez con el grupo al ayudar a componer «I Would».

La próxima, «C'mon C'mon», es una canción dance compuesta por Julian Bunetta y Jamie Scott, que cuenta con influencias de los 80 y sintetizadores. De acuerdo con algunas interpretaciones, contiene una letra «acosadora» que incita a entrar en la «zona peligrosa». El disco sigue con «Last First Kiss», una balada de medio tiempo escrita por Carl Falk, Kristoffer Fogelmark, Savan Kotecha, Zayn Malik, Albin Nedler, Liam Payne, Louis Tomlinson y Rami Yacoub, que también cuenta con una guitarra de acompañamiento. Líricamente, expresa lo que es «encontrar el verdadero amor», y según Niall Horan, es su pista favorita del álbum. Compuesta por Carl Falk, Savan Kotecha, Kristian Lundin y Rami Yacoub, «Heart Attack» es un tema pop rock en el que se destacada su estribillo pegadizo que cuenta con un grito intermedio. La mayor parte de su melodía va acompañada de un «oh oh» de fondo. De acuerdo con Harry Styles, este es su tema favorito, junto con «Little Things».
«Rock Me», es una canción bubblegum pop con influencias rock que inicia con el ritmo fuerte de «We Will Rock You» de Queen. Su letra cuenta con una melodía nostálgica que relata el reencuentro de «un amor perdido en el verano de los años 90». Fue compuesta por Dr. Luke, Allan Grigg, Sam Hollander, Peter Svensson y Cirkut. Carl Falk, Rami Yacoub y Savan Kotecha escribieron «Change My Mind», una balada melodramática que recuerda a «More than This», solo que menos pegadiza. «I Would» es una pista pop rock que cuenta con una guitarra como acompañamiento y narra la historia del anhelo de una chica que tiene un novio fuerte. Sus compositores son Tom Fletcher, Danny Jones y Dougie Poynter. «Over Again», pista escrita por Robert Conlon, Alexander Gowers y Ed Sheeran, es otra balada medio acústica llena de ritmos melancólicos donde los integrantes del quinteto cantan sobre un viejo amor. Louis Tomlinson afirmó que esta es su canción favorita de Take Me Home.
Por su parte, «Back For You» es una pista pop rock up tempo juvenil que habla sobre las aventuras del quinteto en la noche. Carl Falk la compuso con ayuda de Kristoffer Fogelmark, Niall Horan, Savan Kotecha, Albin Nedler, Liam Payne, Harry Styles, Louis Tomlinson y Rami Yacoub. «They Don't Know About Us» narra la historia de una pareja que nadie quiere que estén juntos. Este tema inicia con un piano y presenta influencias del R&B de los años 90. También evoca recuerdos de «A Million Miles» de Vanessa Carlton. Fue escrita por Tommy P Gregersen, Tommy Lee James, Tebey Ottoh y Peter Wallevik. La edición estándar del álbum acaba con «Summer Love», una canción que habla sobre una aventura de un viejo verano donde se recuerdan los momentos donde estuvieron juntos. Es una balada rústica de género pop compuesta por Wayne Hector, Niall Horan, Zayn Malik, Liam Payne, Lindy Robbins, Steve Robson, Harry Styles y Louis Tomlinson. De acuerdo con Liam Payne, esta es su pista favorita del disco, junto con «Little Things». En sumatoria, la edición estándar de Take Me Home dura un total de cuarenta y dos minutos con dieciocho segundos.
La edición anuario del álbum y la especial contienen siete pistas adicionales: «She's Not Afraid», «Loved You First», «Nobody Compares», «Still The One», «Truly, Madly, Deeply», «Magic» e «Irresistible», así como algunas presentaciones en vivo de canciones de Up All Night.

## Recepción

### Comentarios de la crítica
Take Me Home obtuvo reseñas generalmente positivas por parte de los críticos musicales. De acuerdo con Metacritic, acumuló un total de 69 puntos sobre 100 sobre la base de los comentarios que recibió. El escritor Alexis Petridis de The Guardian le dio una calificación de tres estrellas sobre cinco y comentó que: «La escala de su éxito puede ser aún desfavorable, pero One Direction en su nuevo álbum suenan como que al menos lo intentaron». El equipo de MTV UK habló positivamente del ritmo de la mayoría de las canciones del disco y le dieron una calificación de nueve puntos de diez. Sin embargo, añadieron que el quinteto «no ha madurado mucho». Phil Kukawinski de Aol Music dijo que en temas como «Little Things» y «Back For You» está el lado melódico y más suave que no se ha destacado a través de los sencillos anteriores del grupo. Sam Lansky de Idolator.com le dio un puntaje de cuatro sobre cinco y escribió que «la mayoría de las canciones up tempo son variaciones del primer sencillo "Live While We're Young"». Lansky también agregó que sería mejor escucharlo si se es menor de edad.
Josh Langhoff de PopMatters le puso una nota de seis puntos sobre diez y expresó que Take Me Home tiene ciertos «elementos prestados», como el riff inicial de «Should I Stay or Should I Go» de The Clash y las armonías de «I Want It That Way» de los Backstreet Boys. Chris Richards de The Washington Post recomendó a los lectores del periódico los temas «Live While We're Young» y «Last First Kiss», además dijo que Take Me Home es «dulce» y «colorido». Lizzie Cox de Sugarscape afirmó que: «Básicamente, es como si Up All Night tuviese un bebé con algo increíble». Kate Wills de The Independent comentó que la mayoría de los temas son «pegadizos». James Robertson del periódico británico Daily Mirror expresó que es «divertido» y «pegadizo». Melinda Newman de Hit Fix escribió que «no hay nada original sobre algunas de las pistas», pero que «están sumamente bien elaboradas y producidas». Lydia Jenkin del periódico The New Zealand Herald le puso una califición de dos estrellas y media de cinco y cerró su crítica diciendo que el único objetivo de Take Me Home es «complacer a los admiradores». Grace Carroll de Gigwise habló de forma negativa sobre temas como «Rock Me» y «Over Again», y concluyó su crítica diciendo que:

«Take Me Home es divertido y pegadizo suficiente como para que sus seguidores adolescentes estén seguros de que les gusta, con una fusión de baladas derrite-corazones lanzadas en una buena medida, pero no hay nada que apelar para cualquier persona mayor, no hay buenas epopeyas pop para asaltar las listas. Las boy bands no son siempre una mala cosa, pero Take Me Home definitivamente no aporta nada nuevo a la mesa. ¿Con todo? Mejor evitarlo».

Chris Payne de Billboard señaló que «al menos la mitad de las canciones de Take Me Home suenan como sencillos potenciales». Payne también añadió que «líricamente, los chicos han crecido un poco». John Earls del diario británico Daily Star le puso una nota de siete puntos sobre diez y afirmó que tiene «una explosión de sonidos». Amy Sciarretto de Artist Direct le dio cinco estrellas de cinco y aseguró que: «Hay intensidad. Hay madurez. Hay pasión. Hay bailabilidad. Es una perfecta obra maestra de tono pop». Adam Markovitz de Entertainment Weekly dijo que el disco tiene «nuevas canciones pegadizas» como «Kiss You» y «Heart Attack», mientras que Leah Collins de O.Canada señaló que «Live While We're Young», «Kiss You», «I Would» y «They Don't Know About Us» son sus mejores pistas. Carla Hay de Examiner.com dijo que sigue sonando igual a Up All Night. Joe Cage también de Examiner.com escribió que:

«El álbum es genial y definitivamente muestra la evolución de la banda con el tiempo como un aumento de Up All Night. Los chicos realmente se convierten en una banda con este álbum ya que tocan instrumentos al fondo e incluso escribieron algunas de las canciones. Lo único que lo cambiaría sería una colaboración, aunque solo hubiera sido algo agradable para escuchar. Sin embargo, el álbum es impresionante y no dejará a los fanáticos decepcionados».

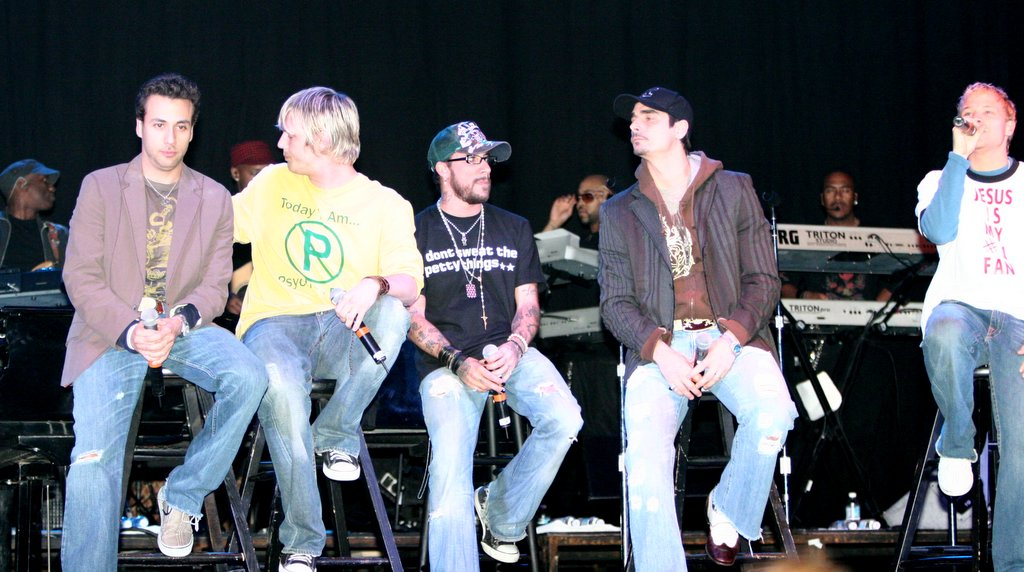
En varias críticas, One Direction recibió ciertas comparaciones con los Backstreet Boys.

Matthew Horton de Virgin Media lo calificó con dos estrellas de cinco y añadió que la mayor parte del disco son súplicas a chicas guapas. Kyle Kramer de Red Eye le otorgó media estrella de cuatro y resumió su crítica diciendo que «Take Me Home es un gesto igual de vacío». Simon Gage de Daily Express lo calificó con tres puntos de cinco y afirmó que: «Si bien no va a cambiar al mundo, las voces son buenas y el encanto está intacto». Kathy McCabe del diario australiano The Herald Sun escribió que «I Would», «Over Again» y «Last First Kiss» son sus mejores canciones, mientras que «C'mon C'mon» y «Change My Mind» son las peores. Robert Copsey de Digital Spy lo calificó con tres estrellas de cinco y recomendó a los lectores descargar «Kiss You», «Last First Kiss», «Rock Me» y «Back For You».
Por otra parte, Chris Younie de 4Music le dio una calificación perfecta de cinco puntos, habló positivamente de cada canción y aseguró que: «Si pensaste que One Direction era una burbuja que iba a estallar pronto, piensa de nuevo. Si pensaste que los chicos ya habían hecho todo lo que podían, piensa de nuevo». Gordon Smart del diario The Sun escribió que «el álbum suena casi igual a su anterior pero los niños lo amarán, y algunos de los compositores son gente talentosa». Sylvie Lesas de Evigshed Magazine lo calificó con cinco puntos de cinco y dijo que es «un excelente disco pop rock». Además aseguró que:

«Su colección de 13 pistas está llena de hermosas melodías, sonidos pegadizos, diferentes ritmos bailables, dulces líneas acústicas de guitarra y voces vivas. Prepárese para perder la cabeza [...] El álbum ofrece una energía viva, muy contagiosa, que te lleva en un exquisito viaje, que te hace sonreír todo el día [...] En conclusión, Take Me Home de One Direction es el mejor álbum pop rock que he escuchado en mucho tiempo».

Jon Dolan de Rolling Stone le dio tres estrellas de cinco y afirmó que podría competir contra lo mejor de los Backstreet Boys y N'Sync con temas como «Kiss You», «Back For You» y «Live While We're Young». Al Fox de BBC habló negativamente de temas como «C'mon C'mon», «Heart Attack» y «Rock Me», al decir que son «poco bailables» y «ligeras equivocaciones». Sin embargo, dijo que cumple cada necesidad de los seguidores. Cristina Jaleru del periódico Huffington Post recomendó a los lectores oír «Over Again» y comentó que: «El álbum se siente en un ritmo impecable, a veces incluso durante las baladas, con una mezcla homogénea entre sonido y mensaje». Jessica Sager de PopCrush le otorgó cuatro estrellas de cinco y alabó el ritmo de varias de las canciones. Natalie Palmer de Entertainment Wise comentó que es «divertido». Matt Collar de Allmusic le otorgó cuatro estrellas de cinco, lo que representó una pequeña mejora en el grupo, ya que su disco anterior obtuvo tres estrellas y media. Además, Collar alabó la mezcla de sonidos pegadizos con guitarras.
La escritora Sarah Rodman de The Boston Globe comentó que One Direction aún puede hacer música pop digna de recibir atención, así como también temas sobre «amor juguetón». También describió al álbum como «brillante y animado», y concluyó diciendo que «Little Things» es «esencial» en él. Ben Rayner de Toronto Star lo calificó con dos estrellas de cuatro y destacó a «I Would» como su mejor pista. El sitio En El Show realizó una lista de los diez mejores álbumes del 2012, donde colocaron a Take Me Home en la sexta posición. Además, lo describieron como «un disco bailable, para tristear, pero también para llenarte de energía». Jon Caramanica de The New York Times criticó varios de sus detalles, desde la variedad rítmica hasta el contenido lírico. Más concretamente, señaló que:

«No es imposible que la música de One Direction pueda ver hacia adelante, una nueva variación en los tradicionales arquetipos teen pop, o incluso un poco más inteligente, como lo fue en el debut del grupo, Up All Night [...] Sin embargo, este nuevo álbum es mucho más mecánico que aquél. Incluso en el mejor de los casos, Take Me Home es rítmicamente sofisticado y más limpio que el pop Disney. Todos los miembros de la banda —Harry Styles, Niall Horan, Zayn Malik, Louis Tomlinson, Liam Payne— tienen voces distintas pero fundamentalmente intercambiables. Solo que el señor Malik se libera vocalmente con regularidad [...] Los bocetos de muchas canciones son los mismos, metronómica pop rock heredada [...] Las pistas producidas por Julian Bunetta —que tienden a empezar con más tiempo para respirar, dando a los chicos la oportunidad de lucirse vocalmente— están entre las mejores aquí, especialmente el caótico ganador "I Would" [...] La curiosa énfasis del esquema de rimas del señor Sheeran se lee como bultos inusuales en manos de un grupo tan pulido. También da a los chicos canciones que no son adaptables a ellos de ningún modo. Esto especialmente en el caso de "Little Things", que suena como si estuviese escrita para una relación en crisis de cuarenta [...] En el lado positivo, hay un montón de errores que [los de One Direction] aún deben hacer».

Alejo Smirnoff de la revista Prensario Música realizó una revisión de varios discos para orientar a los lectores cuáles comprar para fin de año. Sobre Take Me Home en particular, señaló que: «Las ventas en las bateas superan lo común en estos tiempos por encima del disco de platino. Todo eso está sostenido con un pop de ritmo muy sostenido como el corte "Live While We're Young", de gran estribillo, y baladas seductoras y letras muy directas para el segmento como "Little Things". Ambos son de una calidad y arreglos altos para lo que suele recibir ese público. En resumen, será uno de los discos de fin de año y se va a mantener».

### Recibimiento comercial
Take Me Home contó una buena recepción comercial alrededor del mundo, ya que logró el primer puesto en veintidós listas, el dos en seis y el tres en otras tres. En Bélgica, alcanzó el número uno y el tres en la Región Flamenca y la Región Valona, las mejores posiciones del quinteto en el territorio. En Suecia debutó en el puesto uno, y debido a sus altas ventas en la primera semana, recibió un disco de platino por vender 40 000 copias en ese lapso de tiempo. En septiembre de 2013, se le otorgó uno adicional por duplicar la cifra. En los Países Bajos entró en el primer lugar del Dutch Albums Top 100 y se convirtió en el único álbum número uno de One Direction. Asimismo, la NVPI lo certificó con un disco de platino por despachar 50 000 copias. En Irlanda debutó en la primera posición del Irish Albums Chart, lo que lo convirtió en el segundo disco del grupo que lo logra, detrás de Up All Night. Asimismo, fue el más rápido vendido durante el 2012. Sus ventas elevadas permitieron que la IRMA le diera tres discos de platino certificando 45 000 discos vendidos.

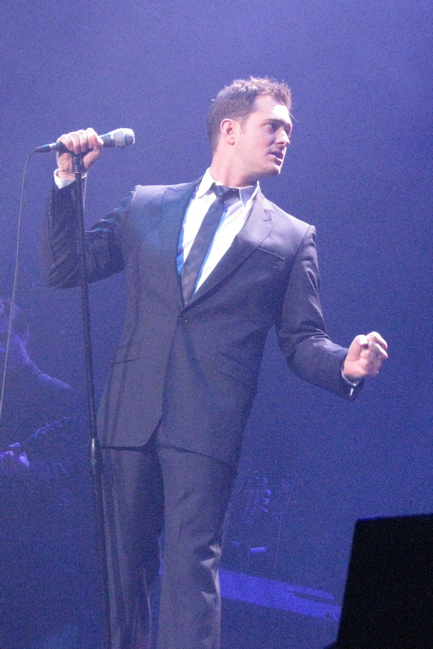
En Australia, el quinteto igualó el récord de Michael Bublé de tener dos discos número uno el mismo año.

En Austria alcanzó el segundo puesto, la mejor posición obtenida por un álbum de la banda. En el Reino Unido vendió un total de 155 000 ejemplares en sus primeros siete días, lo que le permitió alcanzar el número uno del UK Albums Chart, y así se convirtió en el primer álbum del grupo que lo logra. Además, esto lo hizo el segundo disco más rápido vendido en el país durante el 2012, solo detrás de Babel de Mumford & Sons. Durante noviembre y diciembre de 2012, vendió más de 600 mil ejemplares en el territorio, lo que hizo que fuese el quinto álbum más vendido del año. Por otra parte, en Escocia y Noruega logró la primera posición en sus respectivas listas de éxitos, mientras que en Finlandia llegó hasta la segunda. En estos dos últimos, es el álbum mejor posicionado del quinteto, mientras que en el primero de ambos obtuvo además un disco de oro por vender 15 000 discos. Adicionalmente, en Finlandia vendió un total de 19 919 ejemplares, lo que lo convierte en el segundo álbum internacional mejor vendido allí durante el 2012, solo tras Wrecking Ball de Bruce Springsteen, que consiguió vender cerca de 1600 copias por sobre el quinteto. En Dinamarca y Polonia tuvo una recepción similar, ya que debutó en las posiciones uno y tres de sus respectivas listas. En ambos obtuvo un disco de platino por vender 20 000 y 20 000 unidades, respectivamente.
Por otro lado, en Australia llegó hasta el primer puesto del Australian Albums Chart, lo que hizo a One Direction el primer acto en tener dos álbumes número uno en el mismo año desde que Michael Bublé llegara a dicha posición con Crazy Love y Christmas en el 2011. Por sus altas ventas, Take Me Home debutó directamente siendo platino en el país. A la semana siguiente, permaneció en la misma posición y la ARIA le dio un segundo disco de platino por duplicar sus ventas. Un año después recibiría una tercera certificación. Su éxito fue igual de bueno en Nueva Zelanda, ya que también debutó en el primer lugar del New Zealand Albums Chart en la semana del 19 de noviembre de 2012. Asimismo, la RIANZ le otorgó dos discos de platino por despachar 30 000 copias. En Croacia, Grecia, Italia, la República Checa, Suiza y Taiwán llegó a la primera posición, mientras que en Alemania llegó a la segunda. En el segundo y tercero de estos, recibió dos discos de platino por la venta de 12 000 y 120 000 unidades. En Hungría debutó en el segundo lugar siendo directamente disco de oro. En Francia entró en el tercer lugar de su conteo, el mejor obtenido por algún material discográfico de la banda, y solo tardó un mes en vender 100 mil copias, las necesarias para recibir un disco de platino. En Portugal logró el primer puesto de su lista de éxitos y obtuvo dos discos de platino por comercializar 30 000 copias.
En los Estados Unidos, llegó al número uno del Billboard 200 en su primera semana con un total de 540 000 copias vendidas durante ese lapso de tiempo. Esas mismas ventas, le permitieron debutar en el primer puesto del conteo Digital Albums. Esto lo convirtió en el tercer mayor debut en ventas del año, solo detrás de Red de Taylor Swift y Babel de Mumford & Sons, así como el séptimo por un acto británico en el siglo XXI. Asimismo, One Direction se convirtió en el segundo grupo que debuta en el número uno con sus dos primeros discos de estudio, detrás de Danity Kane. También son el segundo acto del 2012 que llega a la cima del conteo con dos álbumes, junto con Justin Bieber. A casi un mes de su debut, la RIAA le otorgó un disco de platino por haber vendido un millón de copias en el territorio. Esto hizo al quinteto el primer acto desde 2005 en lograr que dos de sus discos vendan más de un millón de copias en el año. A fin de año, tras la publicación de las listas anuales, el grupo logró colocar a Up All Night en el puesto tres y a Take Me Home en el cinco. Esto los hizo el primer acto internacional en poner dos de sus discos entre los diez más vendidos del año en la era de Nielsen SoundScan. Para inicios del 2013, había vendido 1,34 millones de ejemplares en el territorio. Para inicios de 2014, ya había superado las dos millones de copias.
En Canadá alcanzó el número uno y dos semanas después de haberse lanzado recibió tres discos de platino por vender 240 mil copias en el país. En Japón logró el segundo en el conteo realizado por Oricon y también recibió un disco de platino por parte de la RIAJ por despachar 250 mil unidades. En cuanto a países hispanohablantes, alcanzó la primera posición en Argentina y México. Además recibió dos discos de platino en el primero de estos y triple más uno de oro en el segundo por vender 80 000 y 210 000 unidades, respectivamente. Paralelamente, hasta junio de 2013 vendió 36 000 copias en Chile, donde se convirtió en el sexto álbum más vendido en formato físico durante el siglo XXI y en el segundo título anglosajón más vendido durante dicho periodo, después de 21 de Adele. Ello contribuyó a posicionar a One Direction como uno de los artistas contemporáneos con mayores ventas en el país. En España alcanzó el tercer puesto de su lista de éxitos. Luego de despachar 40 000 unidades en el país, PROMUSICAE lo certificó con un disco de platino. En Venezuela fue número uno en ventas y obtuvo cuatro discos de platino por vender 40 000 copias alrededor del territorio. En Brasil consiguió el segundo puesto y superó el sexto de Up All Night.
En las listas anuales de 2012, fue uno de los veinte discos más exitosos en países como Argentina, México, Dinamarca, Italia, Australia, Suecia, Hungría, los Países Bajos, España, Nueva Zelanda y Polonia. Aunque también entró en los anules de Bélgica (ambas regiones), Francia, Suiza, Austria y Alemania. Durante los dos meses del año que estuvo a la venta, vendió un total de 4 400 000 ejemplares en todo el mundo, de acuerdo con la IFPI, lo que lo convierte en el cuarto álbum más vendido de ese año, solo por detrás de 21 de Adele, Red de Taylor Swift y Up All Night, su predecesor.

## Promoción

### Sencillos

Nueva Zelanda fue el país donde los sencillos lograron mejor recepción.

El 23 de agosto de 2012, la banda publicó un vídeo en su canal oficial de YouTube anunciando que el primer sencillo del disco sería «Live While We're Young» y que estaría disponible por preventa en iTunes esa misma noche. A pocas horas de haber estado disponible por preventa, alcanzó la primera posición en las tiendas de iTunes de cuarenta países, entre los que se encuentran Australia, Brasil, España, Francia, Italia y México, lo que la convirtió en la canción que más rápido se vendió de esa forma en la historia. Su lanzamiento radial estaba previsto para el 24 de septiembre, pero debido a que fue filtrada en la web, la banda lo adelantó cuatro días. Obtuvo reseñas tanto positivas como negativas por parte de los críticos musicales. Algunos comentaron que es «irresistible» y que su estribillo es «explosivo», mientras que otros dijeron que su inicio es similar al de «Should I Stay or Should I Go» de The Clash. En su lanzamiento oficial, alcanzó el número uno en Irlanda y Nueva Zelanda. Para su promoción, el grupo lanzó un videoclip dirigido por Vaughan Arnell el 20 de septiembre de 2012.
El 15 de octubre de 2012, Louis Tomlinson confirmó vía Twitter que el segundo sencillo de Take Me Home sería «Little Things», y que su vídeo ya estaba siendo filmado. Su lanzamiento radial se dio el 29 de octubre de 2012. La canción recibió comentarios positivos y negativos por parte de los críticos musicales. Algunos dijeron que suena más como una canción de Ed Sheeran que del quinteto, mientras que otros dijeron que es «hermosa» y «dulce». Vaughan Arnell dirigió su vídeo musical, el cual One Direction publicó el 2 de noviembre de 2012. A diferencia de los anteriores trabajos del grupo, todo el videoclip está a blanco y negro. El tema contó con una buena recepción comercial en parte de Europa y Oceanía. En el Reino Unido debutó en el número uno del UK Singles Chart, lo que lo hizo el primer número uno del quinteto en el territorio desde que «What Makes You Beautiful» alcanzara dicho puesto en septiembre del 2011. Por otra parte, en Nueva Zelanda e Irlanda llegó al segundo puesto, mientras que en Australia al nueve.
El 9 de noviembre, Niall Horan confirmó que el tercer sencillo de Take Me Home sería «Kiss You» y que se lanzaría el 16 de noviembre. A diferencia de los dos previos, este tuvo una mala recepción comercial. En los Estados Unidos llegó hasta el puesto cuarenta y seis, y también se convirtió en la peor posición de algún sencillo del quinteto en el Billboard Hot 100. En Canadá sucedió algo similar, ya que alcanzó el puesto treinta del Canadian Hot 100. A pesar de su bajo éxito, varios críticos señalaron que es uno de los mejores temas del álbum. Su videoclip lo dirigió Vaughan Arnell y el quinteto lo lanzó en su canal de VEVO en YouTube el 7 de enero de 2013.

### Gira

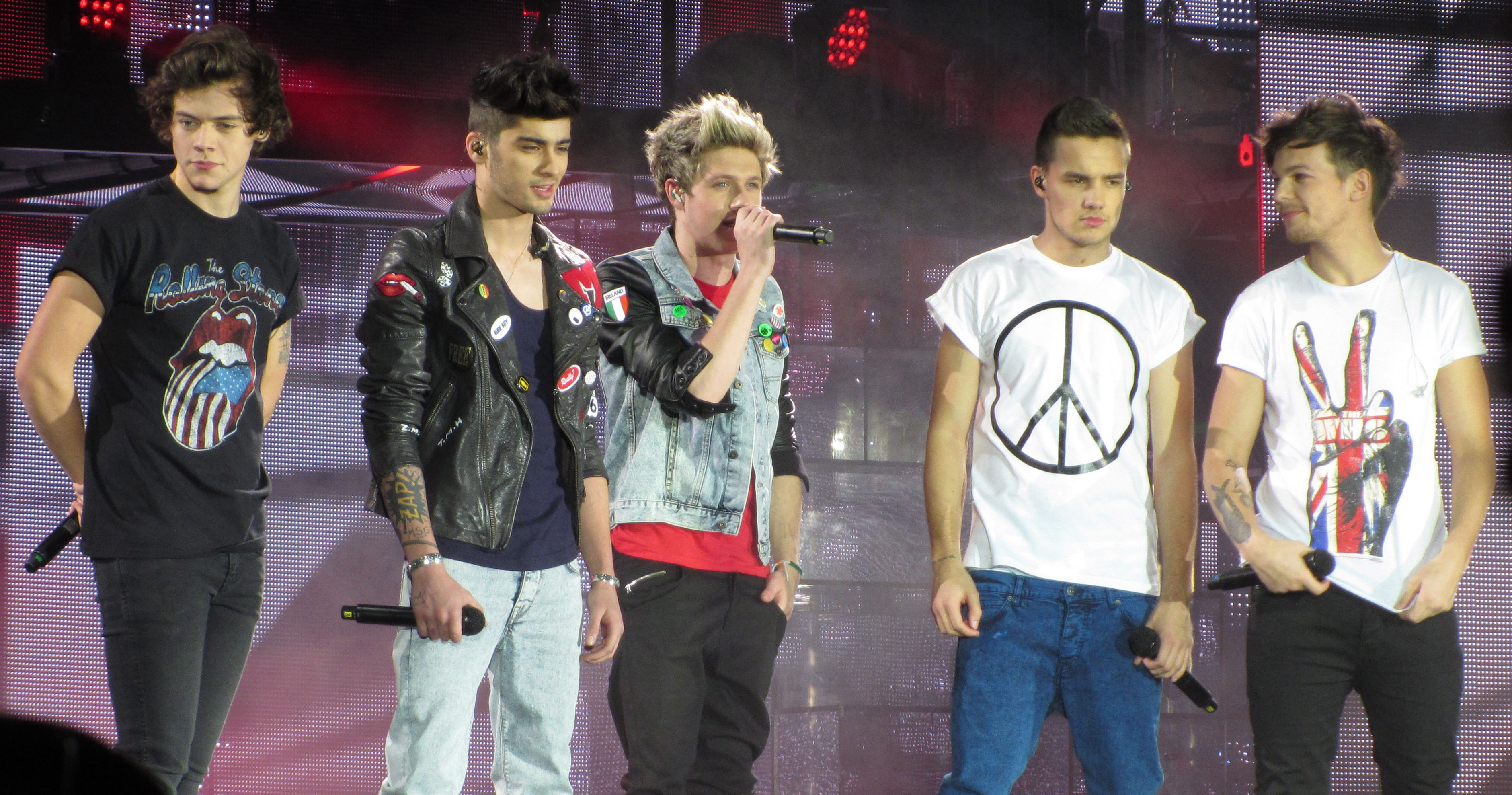
One Direction durante el concierto dado en el Scottish Exhibition and Conference Centre el 27 de febrero de 2013.

La gira encargada de promocionar Take Me Home alrededor del mundo fue el Take Me Home Tour, que empezó el 23 de febrero de 2013 en The O2 Arena de Londres, Reino Unido. También se extendió por otros países europeos como Alemania, Bélgica, Dinamarca, España, Irlanda, Italia, Noruega, los Países Bajos, Suecia y Suiza. Asimismo, pasó por Canadá, los Estados Unidos y México. Se tenía previsto que cerrase con varias presentaciones en Australia y Nueva Zelanda, pero el 19 de enero de 2013, Niall Horan dijo que habría dos fechas para Japón los días 2 y 3 de noviembre de ese año. Durante los conciertos, son interpretadas casi todas las canciones del disco, excepto «They Don't Know About Us», «Nobody Compares», «Still The One», «Truly, Madly, Deeply», «Magic» e «Irresistible». Por otro lado, contó con un éxito comercial instantáneo. A las pocas horas de haber estado disponible las entradas, las seis fechas para The O2 Arena de Londres se agotaron en tan solo una hora junto con las cuatro para Dublín, lo que, en suma, hizo un total de 300 mil boletos vendidos en el primer día. Debido a esto, se agregaron dos fechas más para Londres. Los dos conciertos programados para México también se agotaron rápidamente.
El éxito de la gira fue igual de grande en Oceanía, ya que en un solo día se vendieron aproximadamente 190 mil boletos para las distintas fechas del continente, lo que provocó ingresos superiores a $15 millones. Por esto, se agregaron más espectáculos para Sídney y Melbourne, puesto que los ya vigentes se habían agotado en la oleada de ventas. El periódico The West Australian informó que las entradas para los dos conciertos de Perth se agotaron en tan solo seis minutos. A principios de enero de 2013, Harry Styles, miembro del quinteto, terminó su relación con la artista estadounidense Taylor Swift, con quien tenía alrededor de dos meses saliendo. Tras esto, el periódico británico Metro informó que las ventas para los boletos de la gira se incrementaron hasta un 50%, mientras que las de Swift decayeron. Al respecto, Louise Mullock, la portavoz del sitio de venta de entradas Seatwave, explicó que:

«1D y Taylor Swift son dos de los actos más populares en el mundo y están constantemente entre nuestros mejores vendedores [...] Sin embargo, la adulación que recibe 1D es única en su clase, y los admiradores de los chicos son famosos por su protección. Dado que muchos de los seguidores de Taylor son también de 1D, ella pudo haber mordido más de lo que puede masticar dividiendo sus lealtades».

Por otro lado, los preparativos y ensayos para la gira comenzaron a finales de agosto de 2012, luego de la gran respuesta comercial que hubo en Norteamérica. Gordon Smarth del diario The Sun reveló el 15 de febrero que el quinteto había estado tomando clases de zumba con el cantante y compositor puertorriqueño Ricky Martin en las semanas previas. Esto con el fin de ponerse en forma para poder soportar el esfuerzo físico y mental que darían durante la serie de conciertos. A pesar de que tendrían que practicar el baile diariamente para no sufrir agotamiento para las más de 100 fechas, su coreógrafo Paul Roberts aclaró que no tendrían ningún tipo de rutina, salvo por su salto estándar que practican en todas sus presentaciones. Igualmente, los jefes del quinteto les prohibieron consumir alcohol, fumar cigarrillos e irse de fiestas por las noches para que mantuviesen su estado físico. El 17 de febrero, Niall Horan confirmó en su cuenta de Twitter que ya habían acabado los ensayos para la gira y que estaban listos para iniciarla.

### Otros medios

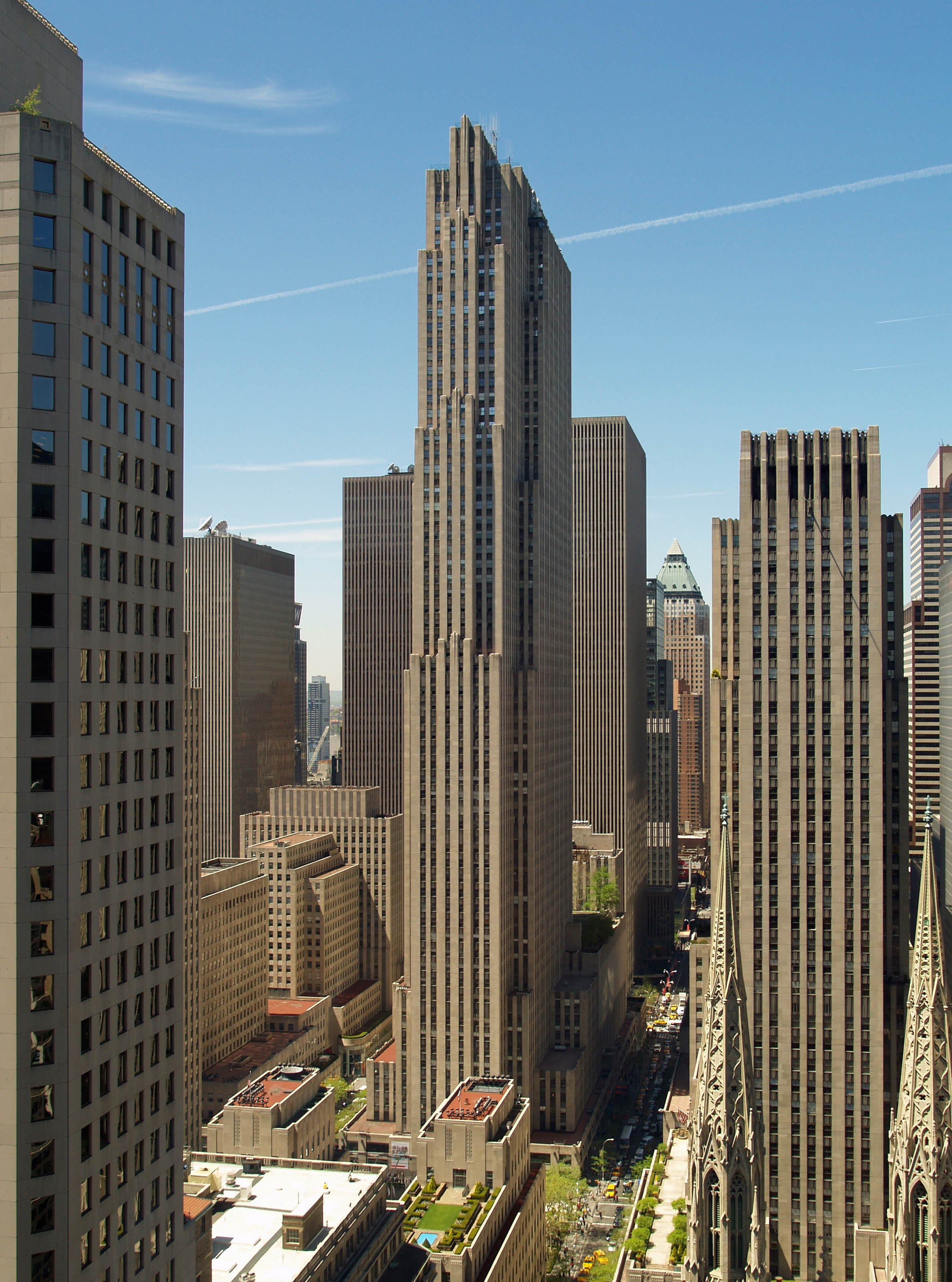
Como parte de Today Show, el grupo realizó un concierto en el Rockefeller Center de Nueva York, que contó con una asistencia de 15 000 personas, lo cual representó una de las mayores jamás registradas en la historia.

One Direction comenzó a promocionar el disco interpretando «Live While We're Young» en los BBC Radio 1 Teen Awards el 7 de octubre de 2012. También usaron la canción para su comercial de Pepsi y después cantaron una pequeña versión acústica para la estación de radio británica In:Demand. El 8 de noviembre la interpretaron nuevamente junto a «Little Things» en The X Factor. Dos días más tarde, las volvieron a cantar en The Ellen DeGeneres Show. El quinteto siguió su promoción en los Estados Unidos tres días más tarde dando un concierto para el programa matutino Today Show en el Rockefeller Center de Nueva York con una multitud de 15 000 personas, una de las mayores asistencias registradas. En dicho concierto, cantaron su sencillo debut «What Makes You Beautiful» y los tres primeros sencillos de Take Me Home; «Live While We're Young», «Little Things» y «Kiss You». En una entrevista con el mismo programa, anunciaron que tendrían su propia película, la cual estaba programada para lanzarse el 30 de agosto de 2013 con Morgan Spurlock como director. El filme se centra principalmente en el Take Me Home Tour.
El 16 de noviembre, asistieron al evento Children In Need 2012 para ayudar a recaudar fondos y así brindar apoyo a los niños marginados. El quinteto abrió el show cantando «Live While We're Young». Después, retomaron el escenario e interpretaron «Little Things». El 19 de noviembre, presentaron «Little Things» en el Royal Variety Performance para la Familia Real Británica. Dos días más tarde, viajaron a Alemania para cantar «Live While We're Young» en los Premios Bambi y recibir su galardón al mejor artista pop internacional. El 30 de noviembre y el día posterior, realizaron dos conciertos en la Mohegan Sun Arena de Uncasville, Connecticut, donde presentaron un total de dieciocho temas, entre estos, los tres primeros sencillos de Take Me Home y adicionalmente «C'mon C'mon». También cantaron su propia versión de «Teenage Dirtbag». Las entradas para ambos espectáculos se vendieron en su totalidad. El 3 de diciembre dieron un concierto igual en el Madison Square Garden de la ciudad de Nueva York que también vendió todas sus entradas. Además, contó con la participación especial del cantautor Ed Sheeran, que ayudó a abrir el show con «Little Things».
El 7 de diciembre, participaron en el Jingle Bell Ball realizado en Nueva York junto a otros artistas como Cher Lloyd, Taylor Swift y The Wanted. El quinteto inició su presentación interpretando «What Makes You Beautiful» y seguidamente «One Thing», para después cerrar con «Little Things». Un par de días más tarde, el 9 de diciembre, viajaron al Reino Unido para presentar «Kiss You» en la final de la versión británica de The X Factor, y el 20 del mismo mes volvieron a los Estados Unidos para cantarla en la final de la versión estadounidense del mismo programa.

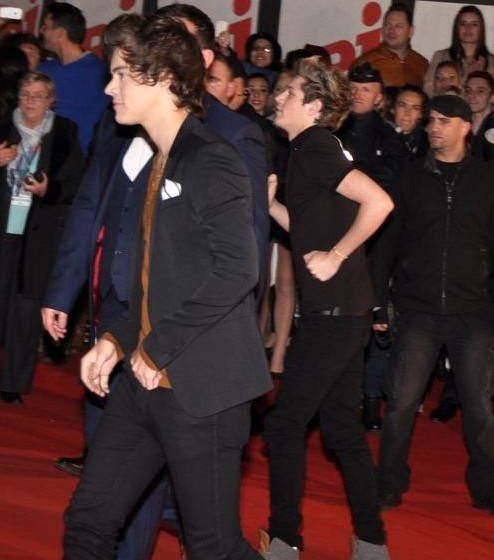
Harry Styles (adelante) y Niall Horan (atrás) en la alfombra roja de los NRJ Music Awards de 2013.

El 17 de enero de 2013, One Direction viajó a la ciudad de Tokio, Japón, para comenzar las grabaciones de su filme los dos días posteriores. El 18, fueron al programa Music Station para ser entrevistados. Allí, contaron su experiencia en el país, ya que era su primera vez en él, y además cantaron «Live While We're Young». Al día siguiente, realizaron una rueda de prensa. En esta, la actriz Maki Horikita fue invitada para acompañar al grupo durante la sesión de fotos inicial, así como para entregarles un ramo de flores. Tras acabar la sesión, Zayn Malik abandonó el escenario sin dar ningún tipo de explicación, aunque luego varios medios revelaron que se sentía mal del estómago. En la ronda de preguntas, Niall Horan anunció que One Direction volvería a Japón el 2 y 3 de noviembre de 2013 para dar dos conciertos en el Makuhari Messe de Tokio. Terminada la rueda de prensa, cantaron un total de cinco pistas en un evento realizado por ellos llamado Team 1D Japan Party, que contó con la asistencia de aproximadamente 20 000 personas. La primera canción interpretada fue un adelanto de «One Way or Another (Teenage Kicks)», una versión hecha por ellos con el fin de apoyar a la fundación Comic Relief. Además, parte de esta presentación pertenecerá a su película. Luego, cantaron «What Makes You Beautiful», seguida de «Live While We're Young», «Little Things» y «Kiss You».
Poco después, el 26 de enero, viajaron a Cannes, Francia, para presentar el tercer sencillo del álbum y recibir el premio al dúo o grupo internacional del año. Tras su interpretación, la cual obtuvo elogios por parte de algunos medios que destacaron su energía y versatilidad, los seguidores franceses del grupo realizaron una conmoción en las diferentes redes sociales, por lo que el quinteto recibió además el premio al mejor momento digital. Algunas semanas más tarde, el 8 de febrero, el programa matutino de noticias Daybreak estrenó un adelanto del filme del quinteto donde se pudieron ver pequeñas escenas de ellos divirtiéndose, narrando sus anécdotas detrás de las cámaras y trabajando en sus presentaciones. Dos días más tarde, el quinteto lo publicó oficialmente en su cuenta de VEVO en YouTube.
Luego, el 20 de febrero, asistieron a los premios Brit en The O2 Arena de Londres para presentar «One Way or Another (Teenage Kicks)» entera por primera vez. Además, recibieron el premio al éxito global británico por sus ventas mundiales en el 2012.

## Otras canciones
A pesar de no haber sido lanzadas como sencillos oficiales o promocionales, algunas canciones de la edición estándar y de lujo del disco como «Heart Attack», «Nobody Compares», «She's Not Afraid» y «Still the One» entraron a las principales listas de Canadá y los Estados Unidos. Todas estas, excepto «Rock Me», en realidad entraron al Bubbling Under Hot 100, una extensión del Billboard Hot 100. A continuación, una tabla con todos los datos referentes:
| «C'mon C'mon»                                   | —   | 125 |
| «Heart Attack»                                  | 100 | 104 |
| «I Would»                                       | —   | 123 |
| «Last First Kiss»                               | —   | 119 |
| «Loved You First»                               | —   | 121 |
| «Nobody's Compares»                             | 79  | 108 |
| «Rock Me»                                       | —   | 98  |
| «She's Not Afraid»                              | 89  | 103 |
| «Still the One»                                 | 97  | 115 |
| «They Don't Know About Us»                      | —   | 114 |
| «—» indica que no entró a la lista de ese país. |     |     |

## Lista de canciones
- Edición estándar

| Take Me Home |                            | |          |  |
| N.º          | Título                     | Escritor(es) | Duración |  |
| 1.           | «Live While We're Young»   | Carl Falk, Rami Yacoub y Savan Kotecha                                                                                             | 3:20     |  |
| 2.           | «Kiss You»                 | Carl Falk, Rami Yacoub, Savan Kotecha, Kristian Lundin, Kristoffer Fogelmark, Albin Nedler y Shellback                             | 3:04     |  |
| 3.           | «Little Things»            | Ed Sheeran y Fiona Bevan | 3:39     |  |
| 4.           | «C'mon, C'mon»             | Julian Bunetta y Jamie Scott | 2:46     |  |
| 5.           | «Last First Kiss»          | Carl Falk, Kristoffer Fogelmark, Savan Kotecha, Zayn Malik, Albin Nedler, Liam Payne, Louis Tomlinson y Rami Yacoub                | 3:24     |  |
| 6.           | «Heart Attack»             | Carl Falk, Savan Kotecha, Kristian Lundin y Rami Yacoub                                                                            | 2:57     |  |
| 7.           | «Rock Me»                  | Dr. Luke, Allan Grigg, Sam Hollander, Peter Svensson y Cirkut                                                                      | 3:21     |  |
| 8.           | «Change My Mind»           | Carl Falk, Rami Yacoub y Savan Kotecha                                                                                             | 3:33     |  |
| 9.           | «I Would»                  | Tom Fletcher, Danny Jones y Dougie Poynter                                                                                         | 3:22     |  |
| 10.          | «Over Again»               | Robert Conlon, Alexander Gowers y Ed Sheeran                                                                                       | 3:03     |  |
| 11.          | «Back For You»             | Carl Falk, Kristoffer Fogelmark, Niall Horan, Savan Kotecha, Albin Nedler, Liam Payne, Harry Styles, Louis Tomlinson y Rami Yacoub | 3:00     |  |
| 12.          | «They Don't Know About Us» | Tommy P Gregersen, Tommy Lee James, Tebey Ottoh y Peter Wallevik                                                                   | 3:21     |  |
| 13.          | «Summer Love»              | Wayne Hector, Niall Horan, Zayn Malik, Liam Payne, Lindy Robbins, Steve Robson, Harry Styles y Louis Tomlinson                     | 3:28     |  |
| 42:18        |                            | |          |  |

- Edición de lujo/Anuario

| Take Me Home — Edición de lujo/Anuario |                    |                                                                                   |          |  |
| N.º                                    | Título             | Escritor(es)                                                                      | Duración |  |
| 14.                                    | «She's Not Afraid» | John Ryan, Julian Bunetta, Jamie Scott y Tim Wood                                 | 3:10     |  |
| 15.                                    | «Loved You First»  | John Ryan, Tommy Lee James, Julian Bunetta, Tebey Ottoh y Tim Wood                | 3:05     |  |
| 16.                                    | «Nobody Compares»  | Savan Kotecha, Carl Falk, Rami Yacoub y Shellback                                 | 3:31     |  |
| 17.                                    | «Still The One»    | Savan Kotecha, Carl Falk, Rami Yacoub, Harry Styles, Liam Payne y Louis Tomlinson | 3:02     |  |
| 55:06                                  |                    |                                                                                   |          |  |

- Edición especial

| Take Me Home — Edición especial |                        |                                                                                     |          |  |
| N.º                             | Título                 | Escritor(es)                                                                        | Duración |  |
| 18.                             | «Truly, Madly, Deeply» | Lindy Robbins y Trevor Dahl                                                         | 3:01     |  |
| 19.                             | «Magic»                | Rami Yacoub y Savan Kotecha                                                         | 3:05     |  |
| 20.                             | «Irresistible»         | Dougie Poynter, Harry Styles, Liam Payne, Louis Tomlinson, Niall Horan y Zayn Malik | 3:59     |  |
| 65:11                           |                        |                                                                                     |          |  |

## Posicionamiento en listas

### Semanales
| Alemania          | German Albums Chart                 | 2 |
| Argentina         | Argentina Albums Chart              | 1 |
| Australia         | Australian Albums Chart             | 1 |
| Austria           | Austrian Albums Chart               | 2 |
| Bélgica (Flandes) | Ultratop 200 Albums                 | 1 |
| Bélgica (Valonia) | Ultratop 200 Albums                 | 3 |
| Brasil            | Brazil Albums                       | 2 |
| Canadá            | Canadian Albums                     | 1 |
| Croacia           | Croatian International Albums Chart | 1 |
| Dinamarca         | Danish Albums Chart                 | 1 |
| Escocia           | Scottish Albums Chart               | 1 |
| España            | Spanish Albums Chart                | 3 |
| Estados Unidos    | Billboard 200                       | 1 |
| Estados Unidos    | Digital Albums                      | 1 |
| Finlandia         | Finnish Albums Chart                | 2 |
| Francia           | French Albums Chart                 | 3 |
| Grecia            | IFPI Albums Sales Chart             | 1 |
| Hungría           | Hungarian Albums Chart              | 2 |
| Irlanda           | Irish Albums Chart                  | 1 |
| Italia            | Italian Albums Chart                | 1 |
| Japón             | Japan Albums                        | 2 |
| México            | Mexican Albums Chart                | 1 |
| Noruega           | Norwegian Albums Chart              | 1 |
| Nueva Zelanda     | New Zealand Albums Chart            | 1 |
| Países Bajos      | Dutch Albums Top 100                | 1 |
| Polonia           | Polish Albums Chart                 | 3 |
| Portugal          | Portuguese Albums Chart             | 1 |
| Reino Unido       | UK Albums Chart                     | 1 |
| República Checa   | Czech Albums Chart                  | 1 |
| Suecia            | Swedish Albums Chart                | 1 |
| Suiza             | Swiss Albums Chart                  | 1 |
| Taiwán            | Taiwanese Albums Chart              | 1 |

### Sucesión en listas
| Predecesor: Take The Crown de Robbie Williams             | Irish Albums Chart — Álbum número uno 15 de noviembre de 2012 — 27 de diciembre de 2012       | Sucesor: Unapologetic de Rihanna                                                   |
| Predecesor: Infruset de Mando Diao                        | Swedish Albums Chart — Álbum número uno 16 de noviembre de 2012 — 23 de noviembre de 2012     | Sucesor: Infruset de Mando Diao                                                    |
| Predecesor: With Orchestra Live de Hooverphonic           | Ultratop 200 Albums — Álbum número uno 17 de noviembre de 2012 — 24 de noviembre de 2012      | Sucesor: The Broken Circle Breakdown de The Broken Circle Breakdown Bluegrass Band |
| Predecesor: Take The Crown de Robbie Williams             | Dutch Albums Top 100 — Álbum número uno 17 de noviembre de 2012 — 24 de noviembre de 2012     | Sucesor: Hallo wereld - 33 de Kinderen Voor Kinderen                               |
| Predecesor: Red de Taylor Swift                           | Australian Albums Chart — Álbum número uno 18 de noviembre de 2012 — 3 de diciembre de 2012   | Sucesor: Armageddon de Guy Sebastian                                               |
| Predecesor: Take The Crown de Robbie Williams             | Scottish Albums Chart — Álbum número uno 18 de noviembre de 2012 — 25 de noviembre de 2012    | Sucesor: Standing Ovation: The Greatest Songs from the Stage de Susan Boyle        |
| Predecesor: Violeta Violeta Vol. III de Kaizers Orchestra | Norwegian Albums Chart — Álbum número uno 18 de noviembre de 2012 — 26 de noviembre de 2012   | Sucesor: Unapologetic de Rihanna                                                   |
| Predecesor: Take The Crown de Robbie Williams             | UK Albums Chart — Álbum número uno 18 de noviembre de 2012 — 25 de noviembre de 2012          | Sucesor: Unapologetic de Rihanna                                                   |
| Predecesor: Red de Taylor Swift                           | New Zealand Albums Chart — Álbum número uno 19 de noviembre de 2012 — 26 de noviembre de 2012 | Sucesor: Celebration Day de Led Zeppelin                                           |
| Predecesor: Una storia semplice de Negramaro              | Italian Albums Chart — Álbum número uno 22 de noviembre de 2012 — 28 de noviembre de 2012     | Sucesor: Noi de Eros Ramazzotti                                                    |
| Predecesor: Hjertestarter de Nephew                       | Danish Albums Chart — Álbum número uno 23 de noviembre de 2012 — 30 de noviembre de 2012      | Sucesor: Du Glade Verden de Kim Larsen                                             |
| Predecesor: Sans attendre de Céline Dion                  | Swiss Albums Chart — Álbum número uno 25 de noviembre de 2012 — 2 de diciembre de 2012        | Sucesor: Unapologetic de Rihanna                                                   |
| Predecesor: Red de Taylor Swift                           | Billboard 200 — Álbum número uno 1 de diciembre de 2012 — 8 de diciembre de 2012              | Sucesor: Unapologetic de Rihanna                                                   |
| Predecesor: Red de Taylor Swift                           | Digital Albums — Álbum número uno 1 de diciembre de 2012 — 8 de diciembre de 2012             | Sucesor: Unapologetic de Rihanna                                                   |

### Certificaciones
| Territorio        | Organismo certificador | Certificación | Ventas certificadas | Ref.            |
| ----------------- | ---------------------- | ------------- | ------------------- | --------------- |
| América del Norte |                        |               |                     |                 |
| Canadá            | CRIA                   | 3× Platino    | 240 000             | [ 176 ]         |
| Estados Unidos    | RIAA                   | 3× Platino    | 3 000               | [ 173 ]         |
| México            | AMPROFON               | Diamante      | 300 000             | [ 40 ]          |
| América del Sur   |                        |               |                     |                 |
| Argentina         | CAPIF                  | 2× Platino    | 80 000              | [ 180 ]         |
| Chile             | IFPI — Chile           | 2× Platino    | 20 000              | [ 290 ]         |
| Colombia          | ASINCOL                | 3× Platino    | 30 000              | [ 185 ]         |
| Ecuador           | IFPI — Ecuador         | Oro           | 3000                | [ 185 ]         |
| Perú              | IFPI — Perú            | Oro           | 3000                | [ 185 ]         |
| Venezuela         | AVINPRO                | Diamante      | 50 000              | [ 185 ]         |
| Asia              |                        |               |                     |                 |
| Filipinas         | PARI                   | 5x Platino    | 75 000              | [ 291 ]         |
| Japón             | RIAJ                   | Platino       | 250 000             | [ 178 ]         |
| Europa            |                        |               |                     |                 |
| Alemania          | BVMI                   | Oro           | 100 000             | [ 292 ]         |
| Austria           | IFPI — Austria         | Oro           | 7500                | [ 293 ]         |
| Dinamarca         | IFPI — Dinamarca       | 3× Platino    | 60 000              | [ 153 ]         |
| España            | PROMUSICAE             | 2× Platino    | 80 000              | [ 184 ]         |
| Finlandia         | IFPI — Finlandia       | Oro           | 10 000              | [ 150 ]         |
| Francia           | SNEP                   | Platino       | 100 000             | [ 169 ]         |
| Grecia            | IFPI — Grecia          | 2× Platino    | 12 000              | [ 165 ]         |
| Hungría           | MAHASZ                 | Oro           | 3000                | [ 294 ]         |
| Irlanda           | IRMA                   | 3× Platino    | 45 000              | [ 141 ]         |
| Italia            | FIMI                   | 3× Platino    | 180 000             | [ 166 ]         |
| Noruega           | IFPI — Noruega         | Oro           | 15 000              | [ 149 ]         |
| Países Bajos      | NVPI                   | Platino       | 50 000              | [ 138 ]         |
| Polonia           | ZPAV                   | Platino       | 20 000              | [ 154 ]         |
| Portugal          | AFP                    | 2× Platino    | 30 000              | [ 171 ]         |
| Reino Unido       | BPI                    | 3× Platino    | 900 000             | [ 295 ]         |
| Suecia            | GLF                    | 2× Platino    | 80 000              | [ 136 ]         |
| Suiza             | IFPI — Suiza           | Oro           | 10 000              | [ 296 ]         |
| Europa            | IFPI                   | Platino       | 1 000               | [ 297 ]         |
| Oceanía           |                        |               |                     |                 |
| Australia         | ARIA                   | 3× Platino    | 210 000             | [ 156 ] [ 157 ] |
| Nueva Zelanda     | RIANZ                  | 2× Platino    | 30 000              | [ 41 ]          |

### Mensuales
| Argentina | Argentina Albums Chart | 1  |
| Polonia   | Polish Albums Chart    | 10 |

### Anuales
| País              | Lista                    | Posición |      |      |      |      |      |
| 2012              | 2012                     | 2012     | 2012 | 2012 | 2012 | 2012 | 2012 |
| ----------------- | ------------------------ | -------- | ---- | ---- | ---- | ---- | ---- |
| Alemania          | German Albums Chart      | 100      |      |      |      |      |      |
| Argentina         | Argentina Albums Chart   | 2        |      |      |      |      |      |
| Australia         | Australian Albums Chart  | 8        |      |      |      |      |      |
| Austria           | Austrian Albums Chart    | 72       |      |      |      |      |      |
| Bélgica (Flandes) | Ultratop 200 Albums      | 20       |      |      |      |      |      |
| Bélgica (Valonia) | Ultratop 200 Albums      | 37       |      |      |      |      |      |
| Dinamarca         | Danish Albums Chart      | 6        |      |      |      |      |      |
| España            | Spanish Albums Chart     | 12       |      |      |      |      |      |
| Francia           | French Albums Chart      | 26       |      |      |      |      |      |
| Hungría           | Hungarian Albums Chart   | 10       |      |      |      |      |      |
| Irlanda           | Irish Albums Chart       | 2        |      |      |      |      |      |
| Italia            | Italian Albums Chart     | 7        |      |      |      |      |      |
| México            | Mexican Albums Chart     | 4        |      |      |      |      |      |
| Nueva Zelanda     | New Zealand Albums Chart | 14       |      |      |      |      |      |
| Países Bajos      | Dutch Albums Top 100     | 11       |      |      |      |      |      |
| Polonia           | Polish Albums Chart      | 17       |      |      |      |      |      |
| Reino Unido       | UK Albums Chart          | 5        |      |      |      |      |      |
| Suecia            | Swedish Albums Chart     | 9        |      |      |      |      |      |
| Suiza             | Swiss Albums Chart       | 65       |      |      |      |      |      |
| 2013              |                          |          |      |      |      |      |      |
| Australia         | Australian Albums Chart  | 42       |      |      |      |      |      |
| Bélgica (Flandes) | Ultratop 200 Albums      | 26       |      |      |      |      |      |
| Bélgica (Valonia) | Ultratop 200 Albums      | 62       |      |      |      |      |      |
| Estados Unidos    | Billboard 200            | 3        |      |      |      |      |      |
| Estados Unidos    | Digital Albums           | 12       |      |      |      |      |      |
| Irlanda           | Irish Albums Chart       | 9        |      |      |      |      |      |
| Japón             | Japan Albums             | 18       |      |      |      |      |      |
| Nueva Zelanda     | New Zealand Albums Chart | 28       |      |      |      |      |      |
| Países Bajos      | Dutch Albums Top 100     | 21       |      |      |      |      |      |
| Reino Unido       | UK Albums Chart          | 22       |      |      |      |      |      |
| Suiza             | Swiss Albums Chart       | 60       |      |      |      |      |      |

## Premios y nominaciones
Take Me Home ha recibido algunas nominaciones en distintas ceremonias de premiación. A continuación, una pequeña lista con las candidaturas que obtuvo:
| Año  | Ceremonia de premiación      | Premio                          | Resultado | Ref.           |
| ---- | ---------------------------- | ------------------------------- | --------- | -------------- |
| 2013 | World Music Awards           | Mejor álbum del mundo           | Nominado  | [ 58 ]         |
| 2013 | Premios Oye!                 | Álbum en inglés del año         | Nominado  | [ 59 ] [ 311 ] |
| 2013 | Billboard Music Awards       | Top Billboard 200 álbum del año | Nominado  | [ 312 ]        |
| 2013 | Billboard Music Awards       | Top álbum pop del año           | Nominado  | [ 312 ]        |
| 2013 | MTV Video Music Awards Japan | Mejor álbum del año             | Nominado  | [ 313 ]        |
| 2013 | American Music Awards        | Álbum favorito pop/rock         | Ganador   | [ 314 ]        |
| 2013 | Premios 40 Principales       | Mejor álbum internacional       | Ganador   | [ 315 ]        |

## Créditos y personal
| - One Direction: Voz, guitarra y composición. - Carl Falk: Composición, producción, guitarra, edición vocal y programación. - Rami Yacoub: Composición y producción. - Savan Kotecha: Composición. - Ed Sheeran: Composición. - Fiona Bevan: Composición. - Karl Brazil: Batería. - David Bukovinszky: Violonchelo. - Julian Bunetta: Composición, ingeniería, música, producción y producción vocal. - Mattias Bylund: Edición y arreglos musicales. - Cirkut: Música, composición, producción, programación y coros. - Robert Conlon: Composición. - Rupert Coulson: Ingeniería. - Tom Coyne: Masterización. - Tommy Culm: Coros. - Dr. Luke: Composición, coros, música, producción y programación. - Chris Elliot: Arreglos musicales. - Levon Eriksson: Asistente. - Rachael Findlen: Asistente. - Tom Fletcher: Composición. - Kristoffer Fogelmark: Composición, guitarra, música, producción, programación y edición vocal. - Ian Franzino: Asistente de ingeniería. - Serban Ghenea: Mezcla. - Clint Gibbs: Asistente y coros. - Jake Gosling: Batería, mezcla, percusión, piano, producción, programación e instrumentos de cuerda. - Alexander Gowers: Composición. - Tommy P Gregersen: Composición. - Allan Grigg: Composición. - Stephen P. Grigg: Asistente. - John Hanes: Mezcla e ingeniería. | - Wayne Hector: Composición. - Sam Hollander: Composición, música y programación. - Ash Howes: Mezcla y programación. - Andy Hughes: Asistente. - Ava James: Coros. - Tommy Lee James: Composición. - Matthias Johansson: Violín. - Danny Jones: Composición. - Koool Kojak: Ingeniería, música, producción, programación y coros. - Chris Leonard: Guitarra acústica, bajo y guitarra eléctrica. - Kristian Lundin: Composición. - Sam Miller: Ingeniería. - Malcolm Moore: Bajo. - Adam Nedler: Coros. - Albin Nedler: Composición, música, producción, programación y edición vocal. - Alex Oriet: Edición vocal. - Tebey Ottoh: Producción y edición vocal. - Joel Peters: Asistente. - Luke Potashnik: Guitarra. - Dougie Poynter: Composición. - Irene Richter: Coordinación de producción. - Lindy Robbins: Composición. - Steve Robson: Composición, guitarra, teclado, mezcla y producción. - Jamie Scott: Composición. - Shellback: Bajo, música, composición, producción, programación y coros. - Peter Svensson: Composición, música, programación y coros. - John Urbano: Fotografía. - Peter Wallevik: Composición. - Sam Waters: Edición vocal. - Caroline Watson: Estilista. - Emily Wright: Ingeniería y edición vocal. |

Nota: Créditos adaptados a la edición estándar del álbum.